# Jerry Hadley
Jerry Hadley (ur. 16 czerwca 1952, zm. 18 lipca 2007 w Poughkeepsie w stanie Nowy Jork) – amerykański śpiewak operowy – tenor, trzykrotny laureat nagrody Grammy.
Karierę zaczynał w Illinois. Występował z różnorodnym repertuarem, począwszy od Mozarta kończąc na musicalach. Od końca lat 70. XX wieku związany był z Operą Nowojorską. W 1982 r., wystąpił przed europejską publicznością w Operze Wiedeńskiej w Eliksirze miłości Gaetano Donizettiego, a w kolejnych latach śpiewał również w operach w Madrycie, Berlinie, Covent Garden, Chicago, Aix-en-Provence.
Występował między innymi w Liverpool Oratorio autorstwa Paula McCartneya, oraz wykonywał utwory Imre Kálmána, Ericha Wolfganga Korngolda, oraz Ferenca Lehára.
W 2006 został aresztowany przez nowojorską policję pod zarzutem jazdy pod wpływem środków odurzających. Zmarł w wyniku próby samobójczej w lipcu 2007 Handleya z raną postrzałową głowy znaleźli 10 lipca w sypialni jego domu, policjanci. Z uszkodzeniami mózgu trafił do szpitala w Poughkeepsie, gdzie lekarze podłączyli go do aparatury podtrzymującej życie. 16 lipca został odłączony od respiratora. Zmarł 18 lipca 2007 r.